# Boksning under sommer-OL 1956
Boksning under Sommer-OL 1956 i Melbourne, Australien blev afviklet på et nyt genopbygge stadion i West Melbourne. 
Der deltog 164 boksere fra 34 nationer i turneringen. Som ved Sommer-OL 1952 i Helsinki kæmpede bokserne i 10 vægtklasser. 
Val Barker trofæet, der uddeles til legenes ”most stylish and efficient boxer” gik til Richard McTaggart fra Storbritannien, der blev olympisk mester i letvægt. Ungareren László Papp blev den første bokser, der vandt 3 guldmedaljer, da han vandt titlen i letmellemvægt. Han havde forinden vundet guld ved Sommer-OL 1948 og 1952. Papp besejrede ved i finalen at besejre den senere verdensmester i letsværvægt, amerikaneren José Torres. Sværvægtstitlen gik til amerikaneren Pete Rademacher, der i finalen noget overraskende stoppede favoritten Moukhine fra USSR. Pete Rademacher blev umiddelbart herefter professionel, og debuterede i en VM-kamp om den professionelle sværvægtstitel mod den forsvarende mester, OL guldvinderen fra 1952, Floyd Patterson.
Bedste nationer blev USSR (3 guld, 1 sølv og 2 bronze), Storbritannien (2 guld, 1 sølv og 2 bronze) og USA (2 guld og en enkelt sølv).

## Danske deltagere
Fra Danmark deltog 
- Henrik I. Ottesen (bantamvægt, tabte sin første kamp i turneringens 2. runde)
- Hans V. Petersen (letweltervægt, vandt 1. kamp mod Rodriguez, Venezuela, men tabte 2. kamp til Dumitrescu, Rumænien)
- Jens Andersen (mellemvægt, tabte sin første kamp på point til Rinaldi, Italien).

## Medaljer
| Boksning OL 1956 Melbourne | Boksning OL 1956 Melbourne | Boksning OL 1956 Melbourne | Boksning OL 1956 Melbourne | Boksning OL 1956 Melbourne | Boksning OL 1956 Melbourne |
| -------------------------- | -------------------------- | -------------------------- | -------------------------- | -------------------------- | -------------------------- |
| Nr.                        | Land                       | Guld                       | Sølv                       | Bronze                     | Totalt                     |
| 1.                         | Sovjetunionen              | 3                          | 1                          | 2                          | 6                          |
| 2.                         | Storbritannien             | 2                          | 1                          | 2                          | 5                          |
| 3.                         | USA                        | 2                          | 1                          | 0                          | 3                          |
| 4.                         | Rumænien                   | 1                          | 2                          | 1                          | 4                          |
| 5.                         | Vesttyskland               | 1                          | 1                          | 0                          | 2                          |
| 6.                         | Ungarn                     | 1                          | 0                          | 0                          | 1                          |
| 7.                         | Irland                     | 0                          | 1                          | 3                          | 4                          |
| 8.                         | Chile                      | 0                          | 1                          | 2                          | 3                          |
| 9.                         | Italien                    | 0                          | 1                          | 1                          | 2                          |
| 10.                        | Sydkorea                   | 0                          | 1                          | 0                          | 1                          |
| 11.                        | Frankrig                   | 0                          | 0                          | 2                          | 2                          |
| 11.                        | Polen                      | 0                          | 0                          | 2                          | 2                          |
| 11.                        | Sydafrika                  | 0                          | 0                          | 2                          | 2                          |
| 14.                        | Argentina                  | 0                          | 0                          | 1                          | 1                          |
| 14.                        | Australien                 | 0                          | 0                          | 1                          | 1                          |
| 14.                        | Finland                    | 0                          | 0                          | 1                          | 1                          |
| Totalt                     | Totalt                     | 10                         | 10                         | 20                         | 40                         |

## Fluevægt(51 kg)
| Medalje | Land | Udøver          |
| ------- | ---- | --------------- |
| Guld    | GBR  | Terence Spinks  |
| Sølv    | ROM  | Mircea Dobrescu |
| Bronze  | IRL  | John Caldwell   |
| Bronze  | FRA  | René Libeer     |

## Bantamvægt(54 kg)
| Medalje | Land | Udøver             |
| ------- | ---- | ------------------ |
| Guld    | DDR  | Wolfgang Behrendt  |
| Sølv    | KOR  | Soon-Chung Song    |
| Bronze  | IRL  | Frederick Gilroy   |
| Bronze  | CHI  | Claudio Barrientos |

## Fjervægt(57 kg)
| Medalje | Land | Udøver               |
| ------- | ---- | -------------------- |
| Guld    | SOV  | Wladimir Safronow    |
| Sølv    | GBR  | Thomas Nicholl       |
| Bronze  | POL  | Hendryk Niedzwiedzki |
| Bronze  | FIN  | Pentti Hämäläinen    |

## Letvægt(60 kg)
| Medalje | Land | Udøver            |
| ------- | ---- | ----------------- |
| Guld    | GBR  | Richard McTaggart |
| Sølv    | GER  | Harry Kurschat    |
| Bronze  | IRL  | Anthony Byrne     |
| Bronze  | SOV  | Anatoli Lazetko   |

## Letweltervægt(63,5 kg)
| Medalje | Land | Udøver                |
| ------- | ---- | --------------------- |
| Guld    | SOV  | Wladimir Jengibarjan  |
| Sølv    | ITA  | Franco Nenci          |
| Bronze  | RSA  | Henry Loubscher       |
| Bronze  | ROM  | Constantin Dumitrescu |

## Weltervægt(67 kg)
| Medalje | Land | Udøver           |
| ------- | ---- | ---------------- |
| Guld    | ROM  | Nicolae Linca    |
| Sølv    | IRL  | Frederick Tiedt  |
| Bronze  | AUS  | Kevin Hogarth    |
| Bronze  | GBR  | Nicholas Gargano |

## Letmellemvægt(71 kg)
| Medalje | Land | Udøver                 |
| ------- | ---- | ---------------------- |
| Guld    | HUN  | László Papp            |
| Sølv    | USA  | José Torres            |
| Bronze  | GBR  | John McCormack         |
| Bronze  | POL  | Zbigniew Pietrzykowski |

### Første runde
- Boris Nikolov (BUL) def. Muhammad Safdar (PAK), PTS

- Zbigniew Pietrzykowski (POL) def. Richard Karpov (URS), PTS

- Ulrich Kienast (FRG) def. James Montgomery (CAN), PTS

- John McCormack (GBR) def. Alexander Webster (RSA), PTS

- José Torres (USA) def. Peter Read (AUS), PTS

- Franco Scisciani (ITA) def. Eugene Legrand (FRA), PTS

### Kvertfinaler
- László Papp (HUN) def. Alberto Saenz (ARG), KO-3

- Zbigniew Pietrzykowski (POL) def. Boris Nikolov (BUL), PTS

- John McCormack (GBR) def. Ulrich Kienast (FRG), KO-3

- José Torres (USA) def. Franco Scisciani (ITA), PTS

### Semifinaler
- László Papp (HUN) def. Zbigniew Pietrzykowski (POL), PTS

- José Torres (USA) def. John McCormack (GBR), PTS

### Finale
- László Papp (HUN) def. José Torres (USA), PTS

## Mellemvægt(75 kg)
| Medalje | Land | Udøver           |
| ------- | ---- | ---------------- |
| Guld    | SOV  | Gennadi Schatkow |
| Sølv    | CHI  | Ramón Tapia      |
| Bronze  | FRA  | Gilbert Chapron  |
| Bronze  | ARG  | Victor Zalazar   |

## Letsværvægt(81 kg)
| Medalje | Land | Udøver              |
| ------- | ---- | ------------------- |
| Guld    | USA  | James Boyd          |
| Sølv    | ROM  | Gheorghe Negrera    |
| Bronze  | SOV  | Romualdas Murauskas |
| Bronze  | CHI  | Carlos Lucas        |

## Sværvægt(+81 kg)
| Medalje | Land | Udøver           |
| ------- | ---- | ---------------- |
| Gull    | USA  | Peter Rademacher |
| Sølv    | SOV  | Lew Muchin       |
| Bronze  | RSA  | Daniel Bekker    |
| Bronze  | ITA  | Giacomo Bozzano  |